# Gwiazdosz frędzelkowany

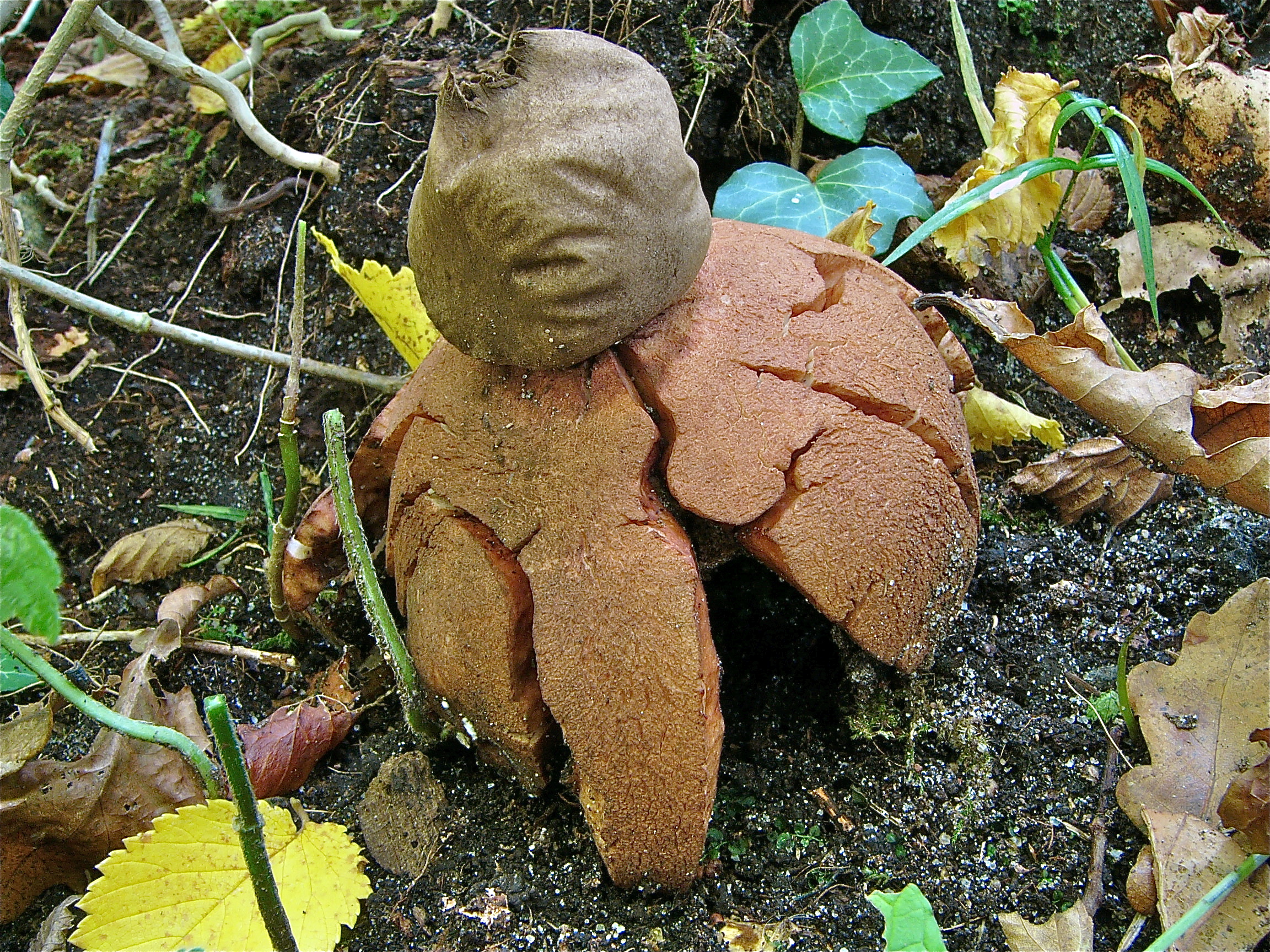

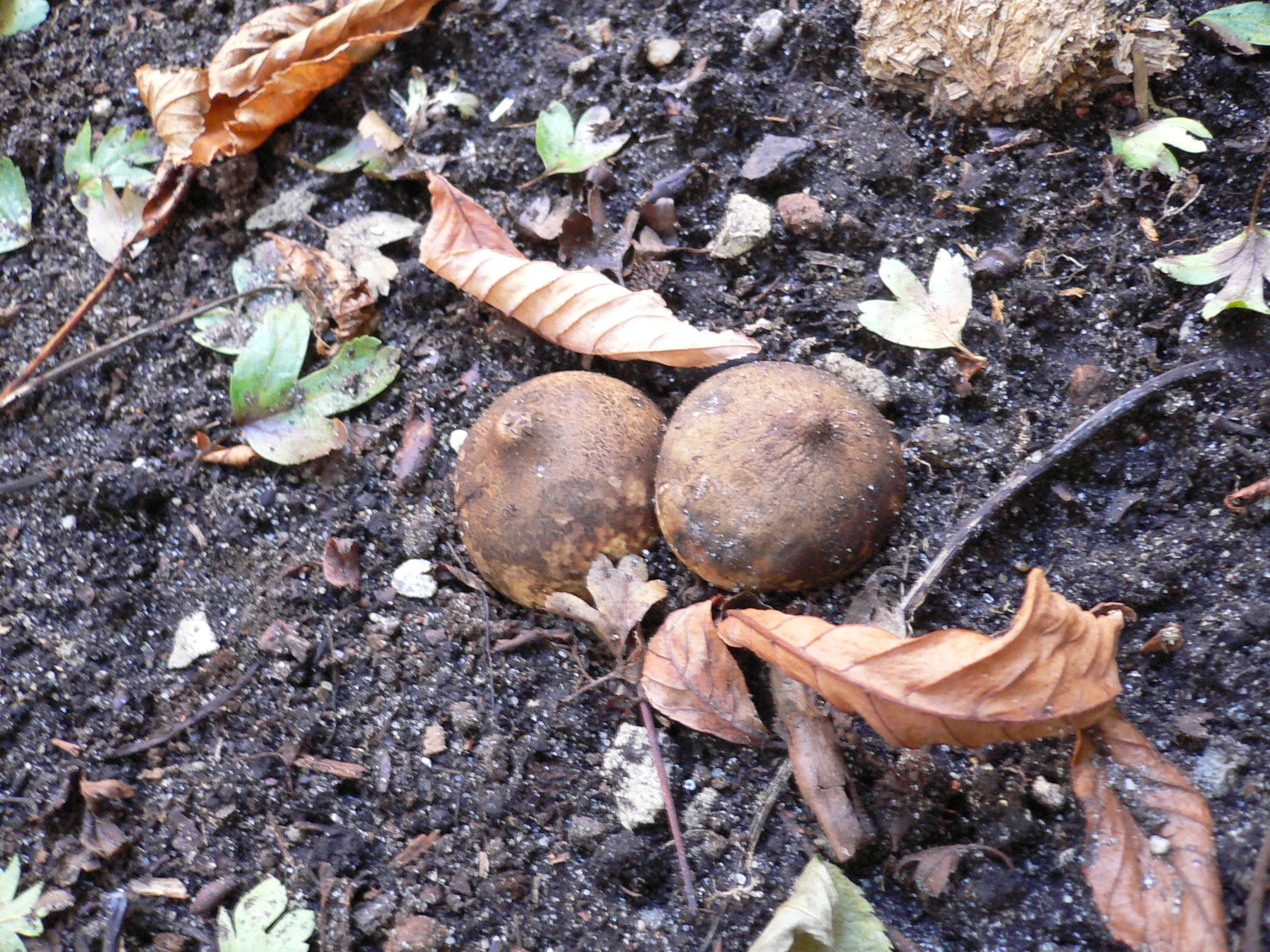

Gwiazdosz frędzelkowany (Geastrum fimbriatum Fr.) – gatunek grzybów należący do rodziny gwiazdoszowatych (Geastraceae).

## Systematyka i nazewnictwo
Pozycja w klasyfikacji według Index Fungorum: Geastrum, Geastraceae, Geastrales, Phallomycetidae, Agaricomycetes, Agaricomycotina, Basidiomycota, Fungi.
Po raz pierwszy opisał go Elias Fries w 1829 r. Nazwę polską podali Barbara Gumińska i Władysław Wojewoda w 1968 r. W polskim piśmiennictwie mykologicznym gatunek ten opisywany był też jako gwiazda ziemna, geaster frędzelkowany i gwiazdosz frędzelkowaty. Niektóre synonimy naukowe:

- Geastrum rufescens var. minor Pers. 1801
- Geastrum sessile (Sowerby) Pouzar 1971
- Geastrum tunicatum Vittad. 1842
- Lycoperdon sessile Sowerby 1809

## Morfologia
Owocniki
Kuliste, niekiedy nieco spłaszczone do 2 cm średnicy. U dojrzałych okrywa zewnętrzna rozrywa się na 7–8 (do 10) ułożonych gwiazdkowo ramion, które rozchylają się i odginają w dół. Ramiona są mięsiste, początkowo białoochrowe, potem beżowe do jasnoochrowych. Rozwinięte owocniki osiągają średnicę 2 do 8 cm. Osłona wewnętrzna owocnika jest tej samej barwy co ramiona, ma 1,5–2 cm średnicy, siedząca, bez szyjki. Otwór na szczycie (perystom) jest płaski lub nieznacznie wzniesiony, frędzlowaty bez talerzyka. Wnętrze owocnika jest ciemne, szarobrązowe.
Zarodniki
Kulistawe, nieznacznie brodawkowate.
Gatunki podobne
Gwiazdosz frędzelkowany może być mylony z gwiazdoszem rudawym, który różni się czerwonawym miąższem i większymi owocnikami.

## Występowanie i siedlisko
W polskim piśmiennictwie mykologicznym podano bardzo wiele jego stanowisk na terenie całego kraju. Jest najczęściej spotykanym wśród wszystkich gwiazdoszy. Znajdował się jednak na Czerwonej liście roślin i grzybów Polski. Ma status R – potencjalnie zagrożony z powodu ograniczonego zasięgu geograficznego i małych obszarów siedliskowych Znajduje się na listach gatunków zagrożonych także w Norwegii. W Polsce był gatunkiem ściśle chronionym od 9 października 2014 r. nie znajduje się już na liście gatunków chronionych.
Siedlisko: lasy liściaste, iglaste i mieszane. Pojawia się pojedynczo lub w grupach od maja do listopada.